# Нікольсько-Бурлукське
Ні́кольсько-Бурлу́кське (каз. Никольско-Бұрлық) — село у складі Айиртауського району Північноказахстанської області Казахстану. Входить до складу Казанського сільського округу, раніше перебувало у складі ліквідованої Аксьоновської сільської ради.
Населення — 253 особи (2021; 400 у 2009, 419 у 1999, 347 у 1989).
Національний склад станом на 1989 рік:
- росіяни — 48 %
- казахи — 30 %.